# Francis Thompson

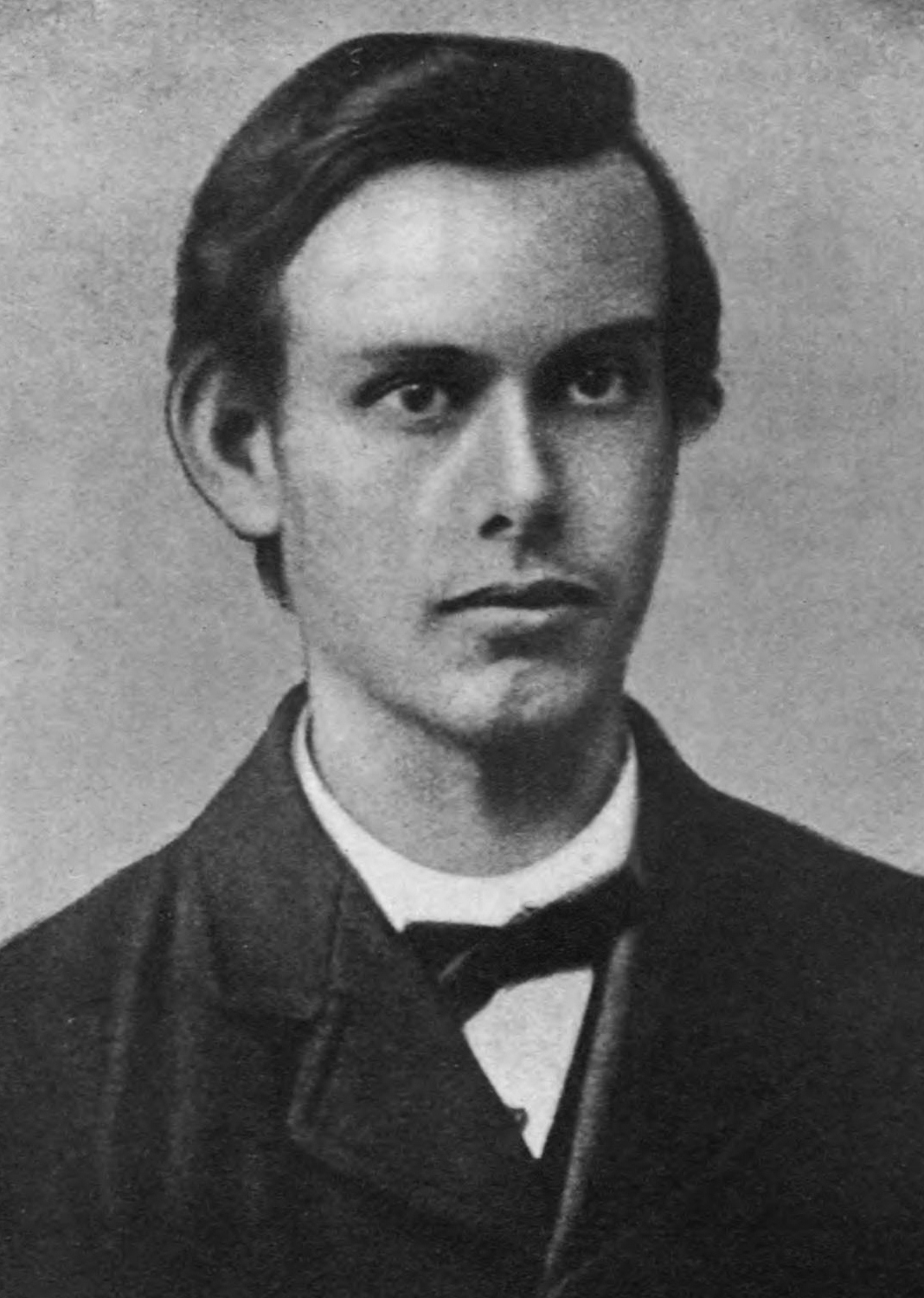
Francis Thompson

Francis Thompson (* 18. Dezember 1859 in Preston, Lancashire; † 13. November 1907 in London) war ein britischer Dichter und Mystiker.

## Leben
Thompson, Sohn eines homöopathischen Arztes in Ashton-under-Lyne, studierte zunächst am Ushaw College (Durham) katholische Theologie, später Medizin in Manchester. Beide Studiengänge blieben ohne Abschluss. 1885 ging er nach London. Sein Leben war geprägt von Armut, tiefer Religiosität und seiner Opiumsucht.
Betreut und als Dichter entdeckt wurde er in den frühen 1890er Jahren von dem Publizistenehepaar Wilfred und Alice Meynell, als er als Opiumsüchtiger obdachlos auf der Straße lebte. Im Jahr 1893 schrieb er Poems, 1897 New Poems. Er war befreundet mit Coventry Patmore. Über zwanzig Jahre lang lebte er bei den Meynells, wenn er nicht zum Entzug in einer Drogenklinik war. In seinen späteren Lebensjahren lebte er ab 1906, wie schon früher (bis 1897) in einem Kloster, nun im Kloster Storrington in Sussex. Die Meynells waren ihm beim Veröffentlichen seiner Werke behilflich, bzw. fungierten als Herausgeber.
Im Kloster Storrington (Sussex) schrieb er den größten Teil seiner Gedichte. Sein bekanntestes, unter Einfluss von Erfahrungen mit Opium entstandenes Gedicht ist The Hound of Heaven („Der Jagdhund des Himmels“, deutsch Der Himmelhund). Thompson starb im Alter von 48 Jahren an Tuberkulose.

## Würdigung
„Das Leben äußerster Entbehrung und Einsamkeit war aber auch gezeichnet von erstaunlicher Innerlichkeit, Empfindsamkeit und tiefer religiöser Erlebniskraft. Er gewann Rückhalt und Hoffnung im Glauben und fand in der Dichtung eine schöpferische Antwort auf die seelischen Nöte.“ (Franz Wöhrer)
„Francis Thompson ist ein Dichter so oder so, allein durch die Macht der Sprache, aber dieser Zeit größter und unvergänglichster ist er, sowohl deshalb, weil er nicht nur Dichter war der Rückkehr zur Natur, sondern der Dichter der Rückkehr zu Gott, wie auch darum, weil er der Dichter war der Rückkehr zu Gott, ohne aufzuhören, Dichter zu sein der Rückkehr zur Natur. Das ist es.“ (Theodor Haecker)

## Rezeption
- The Hound of Heaven wird in einem Text über den Suizid des Genetikers George R. Price erwähnt.[7]
- Daphne du Maurier zitiert in ihrem Roman Rebecca die ersten Verse aus seinem Gedicht The Hound of Heaven –  „I Fled Him, down the nights, and down the days.“[8]
- Der Diplomat, Dichter und Dramatiker Paul Claudel veröffentlichte 1920 eine illustrierte Thompson-Edition: CORYMBE DE L'AUTOMNE. Poème de Francis Thompson traduit de l'anglais par Paul Claudel et orné de douze gravures sur bois par André LHOTE.
- Die deutsche Rezeption Thompsons erfolgte vor allem über die Zeitschrift Der Brenner, seit 1910 hg. von L.v.Ficker. Dort veröffentlichte Theodor Haecker etliche seiner Thompson-Übertragungen, von denen er zwei Langgedichte und einen Prosatext 1925 auch in einer Buch-Ausgabe herausgab. Vier Werke Thompsons („The Hound of Heaven“; „Contemplation“; „The Kingdom of God“ und „To Olivia“) erschienen 1967 als Neuübertragungen verbunden mit einer Biographie des Dichters im Zürcher Hans Frei-Verlag. Eine jüngere Ausgabe von Gedichten Francis Thompsons in der Buchreihe der Stiftung Lyrik-Kabinett ist umstritten, da der Übersetzer Paul Wühr eigenmächtig den Originaltext verändert („Gott einmal einen Hund nennen“) und dies im beigegebenen Nachwort auch freimütig bekennt. Es handelt sich bei dieser Ausgabe also um Bearbeitungen, nicht um dem Original dienende Übertragungen.

## Werke
- Ode to the Setting Sun. Geschrieben 1889.
- The Life and Labours of Saint John Baptist de la Salle. 1891.
- Health and Holiness. A Study of the Relation between Brother Ass, the Body, his Rider, the Soul. Eingeleitet von G. Tyrell. Burns & Oates, London 1905.
- Ode to English Martyrs. Burns & Oates, London 1906.
- Selected Poems. Hrsg. von Wilfrid Meynell. 1908.
- Shelley. Eingeleitet von G. Wyndham. 1909.
- Saint Ignatius Loyola. Hrsg. von J. Pollen. 1909. Vorwort von Wilfrid Meynell. 1951
- A Renegade and Other Essays. 1910.
- Poems. Mosher, Portland, Maine 1911. Neuausgabe: Cambridge Scholars Publishing, Cambridge 2009, ISBN 1-4432-9381-4.
- The Works of Francis Thompson. Hrsg. von Wilfrid Meynell. 3 Bände. 1913.
- Collected Poetry. 1913.
- Essays of Today and Yesterday. Eingeleitet von Wilfrid Meynell. 1927.
- Selected Poems and Prose. 1929.
- Poems. Hrsg. von T. L. Connolly. 1932, überarbeitet 1941.
- Poems. Hrsg. von Wilfrid Meynell. 1937.
- Poems. Collected Edition with a Bibliography of First Printings. 1946.
- Literary Criticisms. Hrsg. von T. L. Connolly. 1948. Neuausgabe 1976.
- The Letters of Francis Thompson. Hrsg. von John Walsh. Hawthorn Books, New York 1969.

Deutschsprachige Ausgaben
- Shelley: Ein Korymbos für den Herbst. Der Jagdhund des Himmels. Übertragen und mit einem Essay Über Francis Thompson und Sprachkunst von Theodor Haecker. Brenner, Innsbruck 1925.
- Das Herz. An meinen Kritiker, der Einwand erhoben hatte... Übersetzt von Theodor Haecker. Der Brenner, dreizehnte Folge, Innsbruck 1932.
- Der Jagdhund des Himmels. Übertragen von Elisabeth Kawa. Morus Verlag, Berlin 1946.
- Gedichte. Deutsche Übertragung und Biographie von Gerda Seemann. Verlag Hans Frei, Zürich 1967 (Zweisprachige Ausgabe).
- Der Himmelhund und andere Gedichte. Übersetzt nach einer Interlinearübersetzung von Holger Klein aus dem Englischen von Paul Wühr. Stiftung Lyrik Kabinett, München 2009 (= Lyrik Kabinett. Band 2), ISBN 3-938776-21-8 (Zweisprachige Ausgabe).